# Eremochelis andreasana
Espèce
Synonymes
- Therobates andreasana Muma, 1962

Eremochelis andreasana est une espèce de solifuges de la famille des Eremobatidae.

## Distribution
Cette espèce se rencontre aux États-Unis en Californie et au Mexique en Basse-Californie,.

## Description
Les mâles mesurent de 13,0 à 16,0 mm et la femelle paratype 20,0 mm.

## Étymologie
Son nom d'espèce lui a été donné en référence au lieu de sa découverte, Andreas Canyon.

## Publication originale
- Muma, 1962 : The arachnid order Solpugida in the United States, Supplement 1. American Museum Novitates, no 2092, p. 1-44 (texte intégral).